# Evidens
Evidens for noget er at det antages at være indtil "vished grænsende sandsynligt", men ikke er et faktum.
Videnskabelig evidens er observationer og eksperimentelle resultater, der støtter, afviser eller ændrer en videnskabelig hypotese eller teori, når de indsamles og tolkes i overensstemmelse med den videnskabelige metode.
I filosofien er evidens tæt knyttet til erkendelsesteori, der beskæftiger sig med den menneskelige videns natur og hvordan viden kan erhverves.

## Forudsætninger/baggrund
Ændres forudsætningerne kan evidens ændres i modsat retning. Eksempelvis er kostpyramiden ændret flere gange og foreslået "vendt på hovedet"(kulhydrat/fedt).
Konsensus evidens er noget "de fleste (eksperter) er enige om". Statistisk sandsynlig (konkluderet), fra korrelation (gensidig afhængige størrelser), relation (forbindelse (evt. formodet)) og endelig anekdotisk evidens hvor "det er ganske vist" (fra enkeltstående tilfælde – "vi" godt kan lide).
Undersøges rigtig mange ting (loven om virkelig store tal), så vil der tilfældigt dukke sammenhænge op, selvom der reelt set ikke er en sammenhæng.
Inden for de senere år er man i stigende grad begyndt at anvende evidensbaseret praksis inden for sundhedsvæsenet. Det vil sige at behandling bygger på den bedste videnskabelige evidens.